# Dorit Winzens-Bredernitz
Dorit Winzens-Bredernitz (sign. Dorit Winzens), (* 19. Oktober 1931 in Berlin-Köpenick) ist eine deutsche Malerin, Grafikerin und Illustratorin.

## Leben
Nach Kindheit und Schule in Köpenick begann sie 1947 ihr Studium an der Hochschule für angewandte Kunst in Berlin-Weißensee bei Ernst Rudolf Vogenauer und Willem Hölter. 1950 wechselte sie aus politischen Gründen an die Universität der Künste Berlin. 1951 erhielt sie das Stipendium Studienstiftung des deutschen Volkes. Drei Jahre später, 1953, Umzug nach Berlin-Friedenau,  West-Berlin aufgrund des Aufstandes des 17. Juni. 1955 beendete sie das Studium als Meisterschülerin bei Friedrich Stabenau.
Direkt nach Ende des Studiums begann sie ihre Arbeit als Grafikerin beim Verlag Der Tagesspiegel bis 1960. 1959 heiratete sie Hans Bredernitz und 1960 zog sie nach München. Die Geburt der beiden Kinder 1960 und 1961 führten zu einer zweijährigen künstlerischen Pause.
1962 trat sie in den Bundesverband Bildender Künstlerinnen und Künstler (BBK) in München ein. Winzens-Bredernitz lebt heute als freischaffende Künstlerin in München.

## Ehrungen
- 1955: Preisverleihung durch den Börsenverein des Deutschen Buchhandels für „Eines der schönsten Bücher des Jahres 1955“ (Erstes Exemplar im Besitz der Staatliche Graphische Sammlung, München (Inventar-Nr. 260964)) für das Buch Gitagovinda (Das indische Hohelied)[2]
- 1987 Zweiter Preis „Jörg-Scherkamp-Preis“ für bildende Kunst
- 2018 Seerosenpreis[3]

## Öffentliche Sammlungen (Auswahl)
- 1985, 2001 und 2006 Ankäufe durch die Bayerischen Staatsgemäldesammlungen, München
- 2006 Ankäufe durch die Staatliche Graphische Sammlung, München

### Im Besitz der Staatlichen Graphischen Sammlung
Privatdrucke
- Gondelgespräche Aquatinta Inventar-Nr. 2609565
- Sonette Lithografie Inventar-Nr. 26096266
- Guillaume Apollinaire – Illustration der Gedichte Siebdruck Inventar-Nr. 2609667
- Hommage  à Thomas Bernhard Serie von 10 Pinselzeichnung Inventar-Nr. 00004651 - 00004660

### Im Besitz der Bayerischen Staatsgemäldesammlungen
- Land des Lächelns Collage Inventar-Nr. KM-284
- E4 Pinselzeichnungen  Inventar-Nr. KM-1791
- E5 Pinselzeichnungen  Inventar-Nr. KM-1792

## Ausstellungen (Auswahl)
Erläuterungen:
- A = Ausstellungsbeteiligung
- E = Einzelausstellung

- A 1957: „Farbige Grafik“ Kestnergesellschaft
- A 1958: Cincinnati Art Museum, Cincinnati, USA
- A 1986–1992: „Große Kunstausstellung“ und „Kunst 92“, Haus der Kunst, München
- A 1986–1993: UFPS, Contemporains, Grand Palais, Paris
- A 1987: „VERA ICON“ im Dombergmuseum, Freising
- A 1998: „Spuren“, Aspekte Galerie im Gasteig, München
- A 1998: „Jurierte Jahresausstellung“, Alte Brennerei, Ebersberg
- A 1998: „Große Kunstausstellung“, Rathaus, Wasserburg
- A 1999: „ANNA“ Gedok, Kapelle St. Anna, Passau
- E 1999: „Kunst im Bundespatentgericht“, Bundespatentgericht (Deutschland) München
- E 2001: „Lavoir“, Mougins, Frankreich
- E 2001: „Zeiträume“, Abguss-Sammlung Antiker Plastik Berlin, Berlin
- A 2001: „Kunstsalon 2001“, Haus der Kunst, München
- E 2001: SZ-Galerie, Ebersberg
- A 2002: „Kunstsalon 2002“, Haus der Kunst, München
- E 2003: „Caput mortuum“, Städtisches Museum, Weilheim in Oberbayern
- E 2004: „Aphorismen“, Üblacker-Häusl, München
- A 2004: „Hautnah“, Haus der Kunst, München
- A 2005: „AK68“, Regierung von Oberbayern (Gebäude), München
- E 2006: „Zeiträume“, Otto-Galerie, München
- E 2008: „Poesie des Lichtes“, Rathaus, Feldkirchen bei München
- A 2009: BBK Mitgliederausstellung, Galerie der Künstler, München
- E 2009: Ausstellung im Deutschen Hopfenmuseum, Wolnzach
- E 2009: Galerie 729 im Lehel, München
- E 2011: „DUO“, Otto-Galerie, München
- E 2012: „einsteinblau“, Galerie Fuhrmann, München
- A 2012: „Zwiegespräch“, Galerie Miller, Köln
- A 2014: „Große Kunstausstellung", Rathaus, Wasserburg
- A 2015: „Große Kunstausstellung", Rathaus, Wasserburg
- A 2015: „Retrospektive“, Förderverein Kunst im Bundespatentgericht e.V., Bundespatentgericht, München
- E 2018: „Seerosenpreis“, Karlsplatz, München
- A 2019: „Große Kunstausstellung“, Rathaus, Wasserburg
- E 2021 "Lebenslinien" Rathaus, Kirchheim bei München